# 2010年飓风丹妮尔
飓风丹妮尔（英語：Hurricane Danielle）是2010年大西洋飓风季形成的第6个热带低气压，第4场获得命名的风暴，第2场飓风和首场大型飓风，也是全季4场四级飓风中的第1场。系统源于8月21日的一股东风波，属于典型的佛得角型飓风。8月22日成为热带低气压后，气旋迅速增强，仅18小时后就升级成热带风暴，8月24日又成为二级飓风。这天接下来的时间里，丹妮尔减弱成一级飓风，但次日就再度达到二级飓风标准。风暴继续强化，于8月27日达到风力时速217公里的最高强度。气旋开始减弱，于8月30日完全消散。从8月下旬丹妮尔形成开始一直到9月底，2010年大西洋飓风季会连续快速形成多达11场命名风暴。
这场飓风自始至终远离陆地，所以基本没有造成经济损失。不过，风暴令美国东岸多个州受到强烈涌浪和离岸流的袭击，导致1人死亡，多人需要救援，泰坦尼克号沉船残骸的探测研究人员也被迫撤离。

## 气象历史
8月20日，一股两天前在非洲西海岸形成的东风波同热带辐合带中的大规模热带扰动相互影响，形成的扰动天气区范围广大，从塞内加尔西南部一直延伸到佛得角南部并缓慢向西移动，组织结构杂乱无章。美国国家飓风中心开始对之进行监控，认为这一天气系统有20%的可能会得到进一步发展。随着行经海域环境渐趋有利，系统的组织得到改善，开始形成下层环流。协调世界时8月20日中午12点，美国国家飓风中心认为系统有40%的可能会在未来48小时内成为热带气旋。根据该机构发布的热带天气展望，系统中已有大规模低气压区形成，外界环境也有利于进一步发展。系统继续组织，到下午18点时，扰动天气在未来48小时内发展成热带气旋的可能性至少已有60%。热带扰动这时已变成条带状，对流的组织结构有进一步改善。
当晚，美国国家飓风中心将系统归类为第六号热带低气压。低气压缓慢向西移动并快速增强，于次日升级成2010年大西洋飓风季的第4场热带风暴并获名“丹妮尔”（Danielle）。风暴总体向西移动并缓慢强化，于8月23日成为本季第2场飓风，中心向外半径16公里范围内的风速达到飓风标准。8月24日，丹妮尔达到首波强度高峰，最大持续风速为每小时160公里，属二级飓风标准，飓风强度风力从中心向方圆延伸48公里。但到了下午，丹妮尔因遭受强烈风切变和干燥空气而开始急剧减弱，于这天晚上弱化成一级飓风，风速降至每小时121公里。8月24日深夜到25日清晨，丹妮尔又快速增强，飓风强度风场从中心向方圆延伸48公里。风暴继续强化，于8月25日晚再次达到二级飓风标准，风眼也在卫星图像上出现，以中心为圆心，半径64公里范围内的风速都达到飓风强度。经过几天的逐渐增强，丹妮尔于8月27日进入快速增强期，以风力时速190公里强度成为本季首场大型飓风。风暴的飓风强度风场从中心向方圆延伸80公里，热带风暴强度风场更达330公里。气旋继续快速强化，于8月27日在百慕大东南方向约877公里海域短暂达到四级飓风标准，风力时速217公里，最低气压942毫巴（百帕，27.82英寸汞柱），这也是丹妮尔达到的最高强度。这时风暴的飓风强度风场以中心为圆心，半径达到97公里，热带风暴强度风场的半径更达330公里。

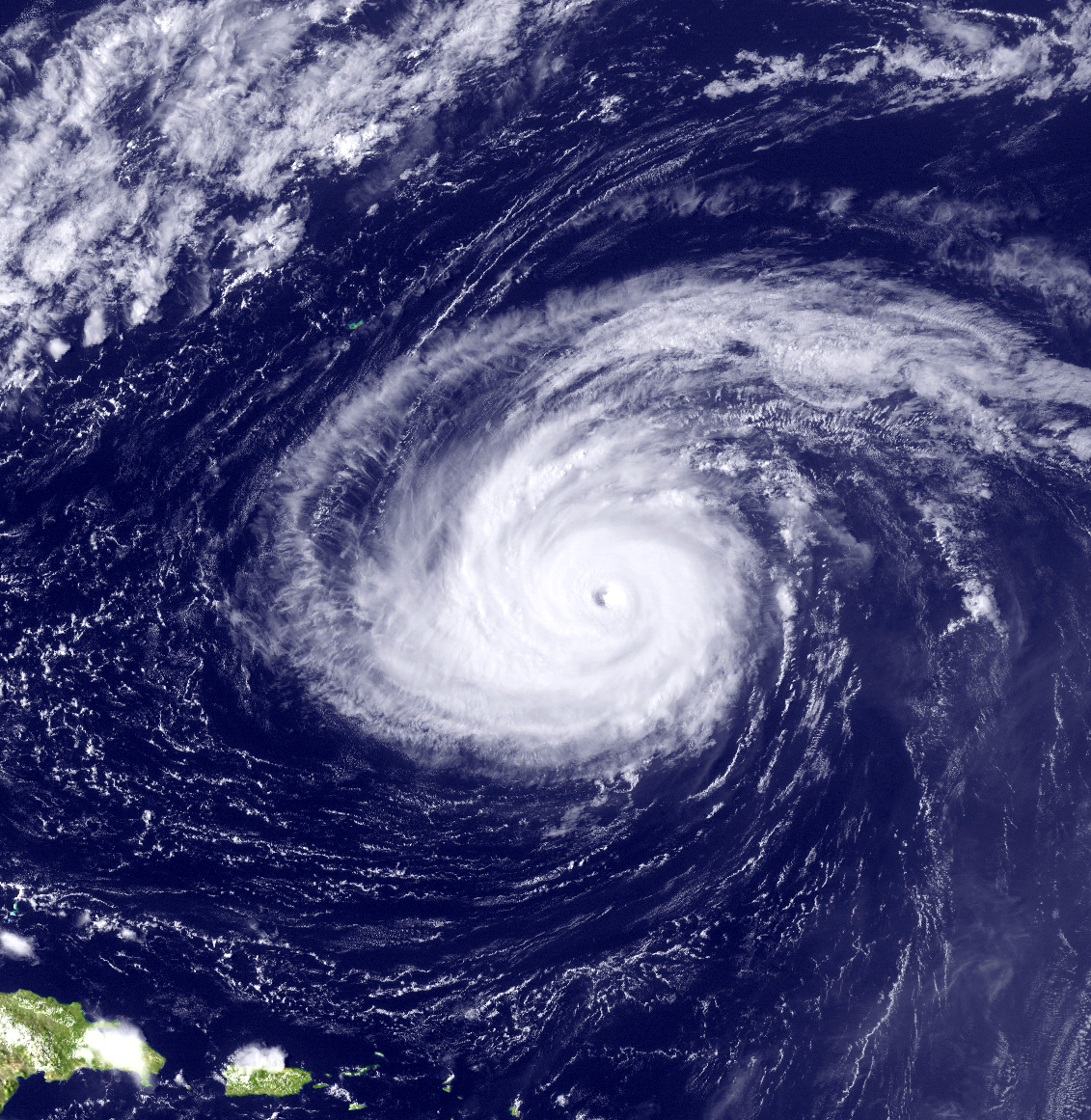
8月27日，即将达到最高强度的飓风丹妮尔

8月28日，飓风因受大规模中到上层低压槽离开美国东岸进入大西洋的影响而向东北偏北方向移动。随着气旋减弱，丹妮尔的内层风眼墙受到侵蚀。在此期间，飓风的外流令更偏南面的热带风暴厄尔的核心暴露出来；但厄尔仍然保留着强劲环流，对流之后又重新将中心包裹起来。受丹妮尔产生的外流影响，厄尔的强度一度保持在热带风暴范围内，直至丹妮尔加速向东北偏北方向移动后才打破局面。接下来丹妮尔因行经海域水温降低、风切变增多而开始稳步减弱，同时也在缓慢开始转变成温带气旋。8月29日，丹妮尔弱化成一级飓风，再于8月30日下午降级成热带风暴。气旋加速向东北方向移动，于当晚完全转变成温带气旋。接下来几天里，丹妮尔的温带残留经过北大西洋，气象机构一度预计系统会在之后5天内进入格陵兰和冰岛海域，但气旋残留实际上只在北大西洋的寒冷洋面上空行进72小时，于9月3日完全消散。

## 防灾措施和影响
8月27日，美国国家飓风中心向百慕大发布热带风暴观察预警，之后丹妮尔急剧向东转向，预警因此于8月28日下午取消。不过，气象部门认为该岛还是很可能会受到风暴引发的大浪和强烈海潮影响。
受飓风丹妮尔和飓风厄尔的共同影响，新泽西州、特拉华州和马里兰州沿海出现强烈的涌浪和离岸流，许多人因此被卷向大海。佛罗里达州奥卡鲁沙县的大洋城有约250人被卷向大海，至少1人溺亡。佛罗里达州中部的东海岸还有至少70余人需要救援。8月31日，热带风暴丹妮尔距纽芬兰岛尚有764公里，但仍然在其沿海产生3米高的大浪。
8月29日，由于丹妮尔逐渐逼近，正在探测泰坦尼克号沉船残骸的研究人员被迫撤离。